# Bath (Carolina del Nord)
Bath è una città degli Stati Uniti d'America situata nella Carolina del Nord, nella Contea di Beaufort.

## Storia
Il villaggio di Bath è il più antico insediamento europeo in Carolina del Nord essendo stato fondato nel 1690.